# Ahmed Ould Mohamed Emine
Ahmed Ould Mohamed Emine (né le 31 décembre 1969 à Barkewol, en Mauritanie) est le Ministre des Affaires islamiques et de l'Enseignement originel de Mauritanie entre 2011 et 2014.
Il est titulaire d'un doctorat en Ichtihad (histoire et méthodologie) en 2007.

## Parcours
Avant sa nomination comme Ministre des Affaires islamiques et de l'Enseignement originel, Ahmed Ould Mohamed Emine a commencé sa carrière en 1998 comme Professeur en langue arabe puis Directeur général de l'Établissement National des Awqaf.
Il occupe le poste de président du Haut Conseil Islamique en 2007 puis est conseiller à la Présidence de la République.
Le 9 avril 2009, il est nommé membre de la Commission électorale nationale indépendante (CENI) chargée de la supervision des élections en Mauritanie.
Il est le Ministre des Affaires islamiques et de l'Enseignement originel entre mars 2011 et août 2014. 